# Model de longitud de mescla

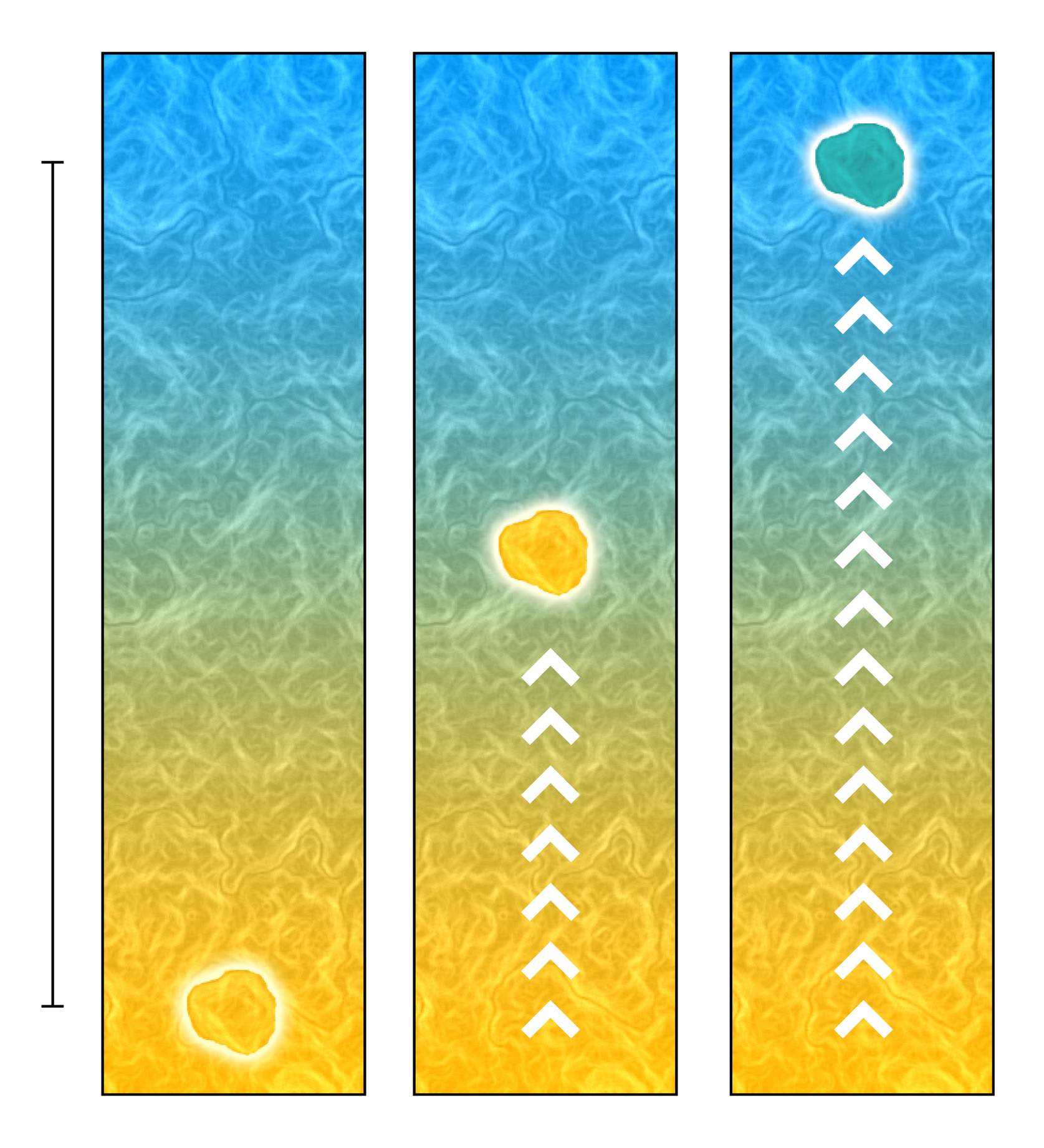
La longitud de mescla és la distància on una parcel·la de fluid mantindrà les seves característiques originals abans de dispersar-les en el fluid circumdant. En aquest dibuix, la barra de l'esquerra és la longitud de mescla.

La llei del mur, velocitat horitzontal prop del mur amb el model de longitud de mescla.

En dinàmica de fluids, el model de longitud de mescla és un mètode que intenta descriure el moment de transferència per les turbulències de les tensions de Reynolds dins una capa límit de fluid newtonià mitjançant una viscositat turbulenta. El model fou desenvolupat per Ludwig Prandtl a principis del segle xx. El mateix Prandtl posà objeccions al model, descrivint-lo com a, "només una mera aproximació",
tot i això s'ha utilitzat en nombrosos camps, incloent-hi la ciència de l'atmosfera, l'oceanografia i l'estructura estel·lar.

## Intuïció física
La longitud de mescla és conceptualment anàloga al concepte de recorregut lliure mig en termodinàmica: una parcel·la de fluid conservarà les seves propietats per una longitud característica, {\displaystyle \ \xi '}, abans de barrejar-se amb el fluid circumdant. Prandtl descriví que la longitud de mescla,
| « | es podria considerar com el diàmetre de les masses d'un fluid en moviment com un tot en cada cas individual; o també, com la distància travessada per una massa d'aquest tipus abans de mesclar-se amb les masses veïnes... | » |

A la figura, la temperatura, {\displaystyle \ T}, es conserva per una certa distància com una parcel·la que es mou a través d'un gradient de temperatura. La fluctuació de la temperatura que la parcel·la experimenta durant el procés és {\displaystyle \ T'}. Per tant, {\displaystyle \ T'} es pot veure com la desviació de la temperatura del seu ambient circumdant per sobre aquest longitud de mescla {\displaystyle \ \xi '}.

## Formulació matemàtica
Per començar, primer haurem de poder expressar les quantitats com a sumes dels components de variació lenta i dels components fluctuants.

### Descomposició de Reynolds
Aquest procés es coneix com a descomposició de Reynolds. La temperatura es pot expressar com:
{\displaystyle T={\overline {T}}+T'},

on {\displaystyle \ {\overline {T}}}, és el component de variació lenta i {\displaystyle \ T'} és el component fluctuant.
En la figura, {\displaystyle \ T'} es pot expressar en termes de longitud de mescla:
{\displaystyle \ T'=-\xi '{\frac {\partial {\overline {T}}}{\partial z}}.}
Els components fluctuants de velocitat, {\displaystyle \ u'}, {\displaystyle \ v'}, and {\displaystyle \ w'}, es poden expressar de manera similar:
{\displaystyle \ u'=-\xi '{\frac {\partial {\overline {u}}}{\partial z}},\qquad \ v'=-\xi '{\frac {\partial {\overline {v}}}{\partial z}},\qquad \ w'=-\xi '{\frac {\partial {\overline {w}}}{\partial z}}.}
Encara que la justificació teòrica és feble, ja que la força de gradient de pressió pot alterar significativament els components fluctuants. A més, en el cas de velocitat vertical, {\displaystyle \ w'} ha de ser un fluid estratificat neutralment.
Prenent el producte de les fluctuacions horitzontal i vertical tenim:
{\displaystyle \ {\overline {u'w'}}={\overline {\xi '^{2}}}\left|{\frac {\partial {\overline {w}}}{\partial z}}\right|{\frac {\partial {\overline {u}}}{\partial z}}}.
La viscositat de turbulència es defineix a partir de l'equació anterior:
{\displaystyle \ K_{m}={\overline {\xi '^{2}}}\left|{\frac {\partial {\overline {w}}}{\partial z}}\right|},
llavors tenim la viscositat de turbulència, {\displaystyle \ K_{m}} expresseda en termes de longitud de mescla, {\displaystyle \ \xi '}.